# Епархия Саморы (Мексика)
Епархия Саморы (лат. Dioecesis Zamorensis in Mexico) — епархия Римско-Католической церкви с центром в городе Самора-де-Идальго, Мексика. Епархия Самора входит в митрополию Морелии. Кафедральным собором епархии Морелии является церковь Непорочного зачатия Пресвятой Девы Марии.

## История
26 января 1863 года Святой Престол учредил епархию Самора, выделив её из Архиепархия Мичоакана (сегодня — Архиепархия Морелии). 
26 июля 1913 года епархия Самора передала часть своей территории новой епархии Такамбаро.

## Ординарии епархии
- епископ José Antonio de la Peña y Navarro (19.03.1863 — 13.07.1877);
- епископ José María Cázares y Martínez (15.07.1878 — 29.04.1908);
- епископ José de Jesús Fernández y Barragán (24.10.1908 — 1909);
- епископ José Othón Núñez y Zárate (22.03.1909 — 17.03.1922);
- епископ Manuel Fulcheri y Pietrasanta (21.04.1922 — 30.06.1946);
- епископ José Gabriel Anaya y Diez de Bonilla (10.03.1947 — 15.09.1967);
- епископ Хосе Саласар Лопес (15.09.1967 — 21.02.1970) — назначен архиепископом Гвадалахары;
- епископ Adolfo Hernández Hurtado (6.09.1970 — 12.12.1974);
- епископ José Esaul Robles Jiménez (12.12.1974 — 18.10.1993);
- епископ Carlos Suárez Cázares (18.08.1994 — 13.12.2006);
- епископ Javier Navarro Rodríguez (3.05.2007 — по настоящее время).

## Источник
- Annuario Pontificio, Ватикан, 2005.